# Jaime Dussán
Jaime Dussán Calderón (La Plata, Huila; 19 de diciembre de 1951) es el actual presidente de Colpensiones; asimismo es un maestro y político colombiano integrante del Polo Democrático Alternativo y presidente de esta colectividad en dos ocasiones. Se desempeñó como Senador de la República de Colombia entre 1998 y 2010.

## Biografía
Nacido en La Plata, Huila el 19 de diciembre de 1951. Hijo de Patrocinio Dussán y Abigail Calderón; junto a siete de sus hermanos se dedicó a la docencia, graduándose como educador en la Universidad Surcolombiana en 1970. Desde entonces se desempeñó como maestro de secundaria en diversos municipios del Huila y se vinculó a la Federación Colombiana de Educadores (FECODE), de la que llegó a ser Secretario General en 1978. En las elecciones de 1982 es elegido diputado de la asamblea departamental de Huila, por un periodo de dos años. En 1990 es elegido Presidente de la Federación Colombiana de Educadores (FECODE), y entre 1992 y 1994 fue vicepresidente de la Confederación de Educadores Americanos
En 1994 resulta elegido Senador por un movimiento independiente denominado Educación, Trabajo y Cambio Social. En las elecciones legislativas de Colombia de 1998 resulta reelecto por el recién fundado Partido Socialdemócrata Colombiano.
Para las elecciones de 2002, gana por tercera vez el escaño de senador e inmerge a su partido en la coalición Polo Democrático, que apoya la candidatura de Luis Eduardo Garzón a la Presidencia de Colombia. Para las elecciones de 2006, ya como miembro del Polo Democrático Alternativo es electo por cuarta vez al Senado. Ha sido Secretario General de su nuevo partido y vicepresidente del Senado, para el segundo semestre de 2007 fue designado como vocero del partido en dicha corporación.

### Iniciativas
El legado legislativo de Jaime Dussán Calderón se identificó por su participación en las siguientes iniciativas desde el congreso:

- Crear la estampilla Prodesarrollo de la Universidad Nacional Abierta y a Distancia (UNAD) "Calidad Educativa y la Equidad Social" y establece como hecho gravable con su correspondiente tarifa (Archivado).[3]
- Crear el Concejo Superior de Política Criminal y Penitenciaria (Archivado).[4]
- Desarrollar el derecho constitucional fundamental de igualdad, con el fin de promover las condiciones para que la igualdad sea real y efectiva (Retirado).[5]
- Evitar que las entidades territoriales entreguen a título de concesión o a cualquier otro título el recaudo y gestión de sus diferentes tributos a terceros.[6]
- Dar reconocimiento al municipio de San Agustín como distrito especial histórico, biodiverso y ecoturístico del departamento del Huila, Colombia, por su famoso legado histórico arqueológico (Archivado).[7]
- Creación de la estampilla Pro desarrollo de la Universidad Nacional Abierta y a Distancia "UNAD" (Archivado).[8]
- Rendir homenaje al municipio de Isnos-Huila, se asocia a la celebración de los 50 años de su creación y se autoriza al gobierno nacional, para adelantar obras de desarrollo en esta sección del país (Aprobado).[9]
- Expedir normas sobre acuerdos humanitarios (Archivado).[10]
- Plan Nacional de Desarrollo, a través de la promoción de las micro, pequeñas y medianas empresas (Aprobado).[11]
- Juegos Nacionales de la Confraternidad INEM-ITA, como base de los programas culturales, recreativos y deportivos que el Gobierno Nacional promoverá en las diferentes instituciones educativas (Archivado).[12]